# Muzeum komunismu

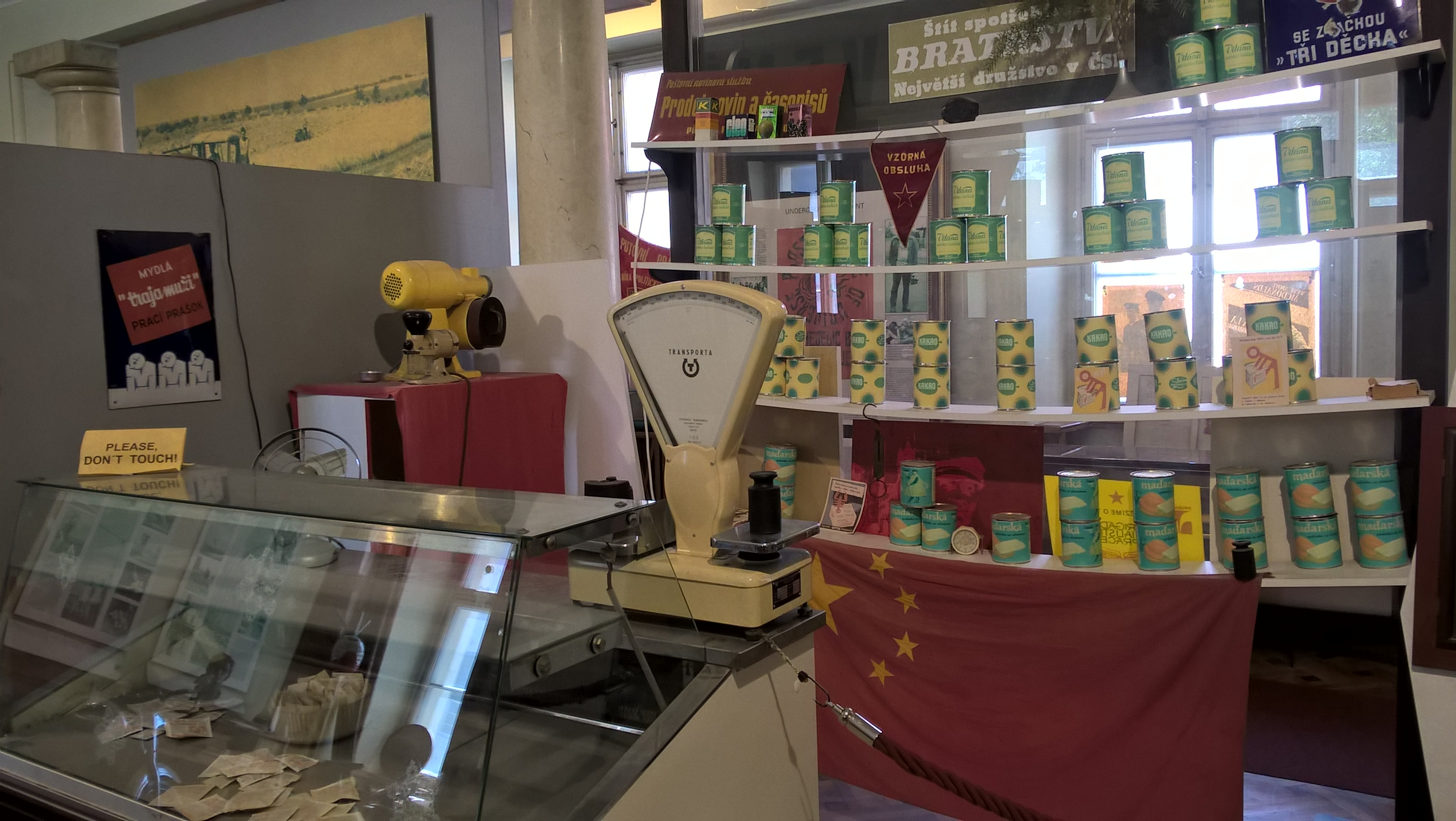
Instalace socialistické maloprodejny

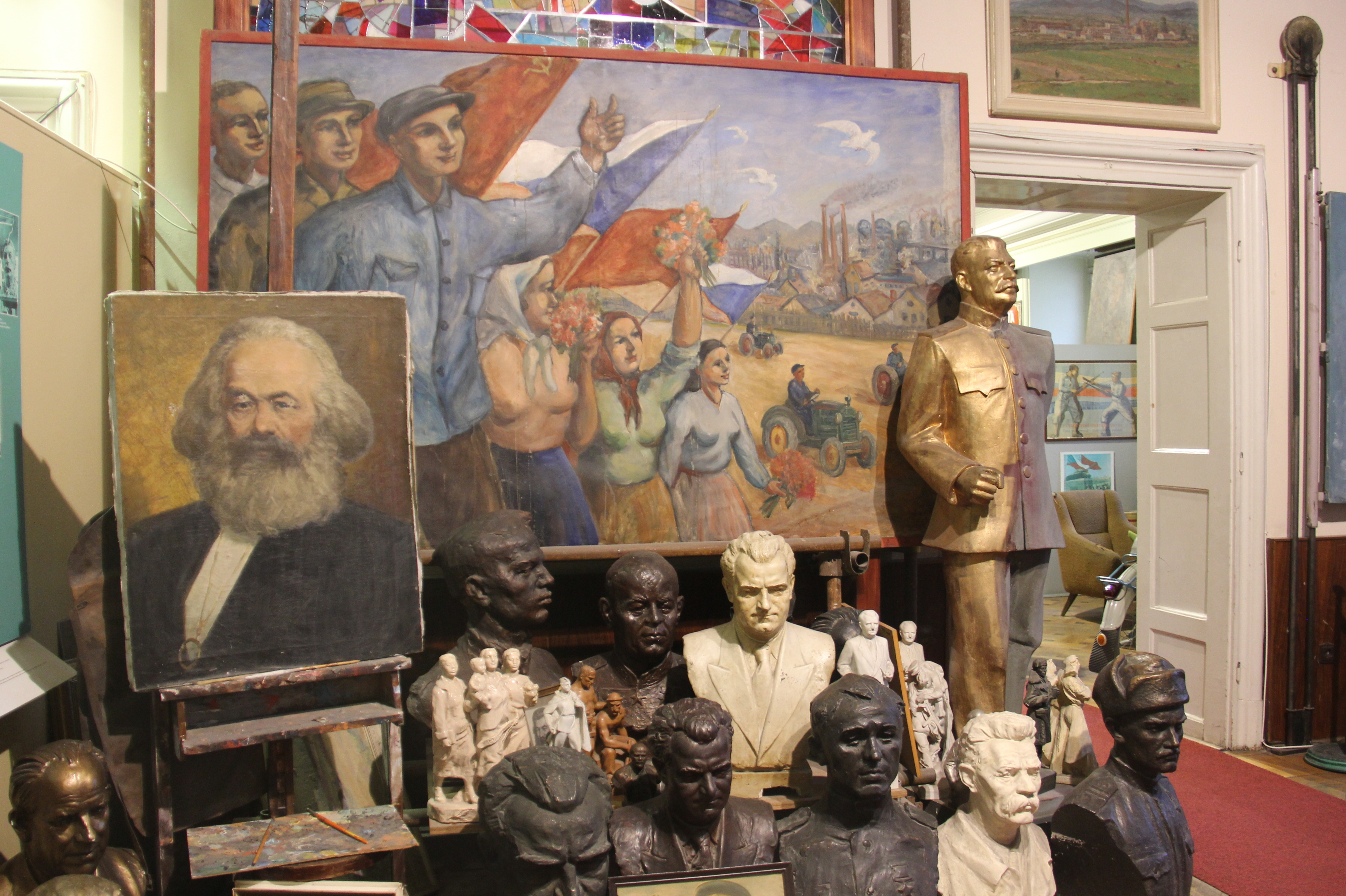
Expozice propagandistického umění

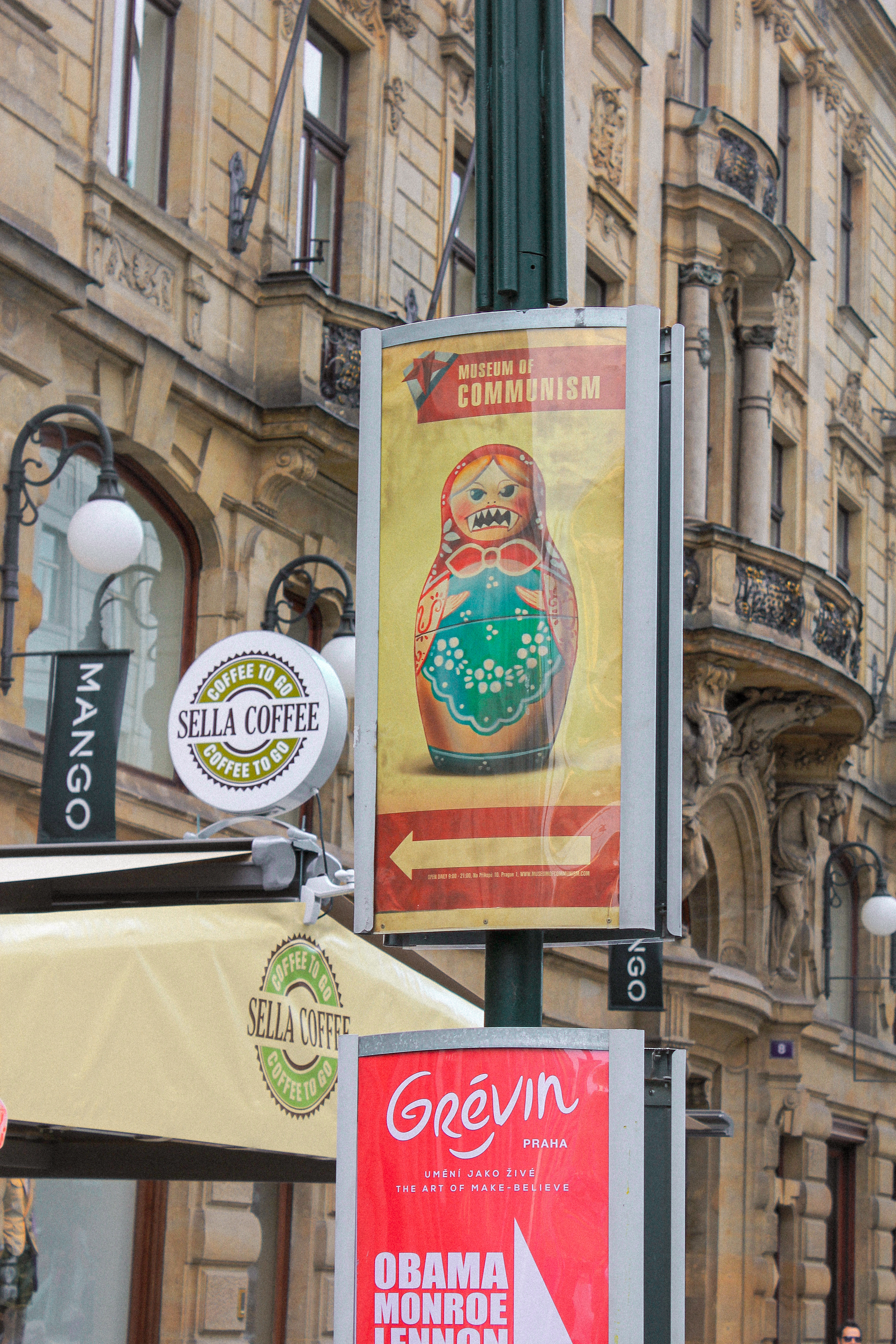
Poutač Muzea komunismu na sloupu uličního osvětlení u paláce Savarin v ulici Na příkopě v roce 2014

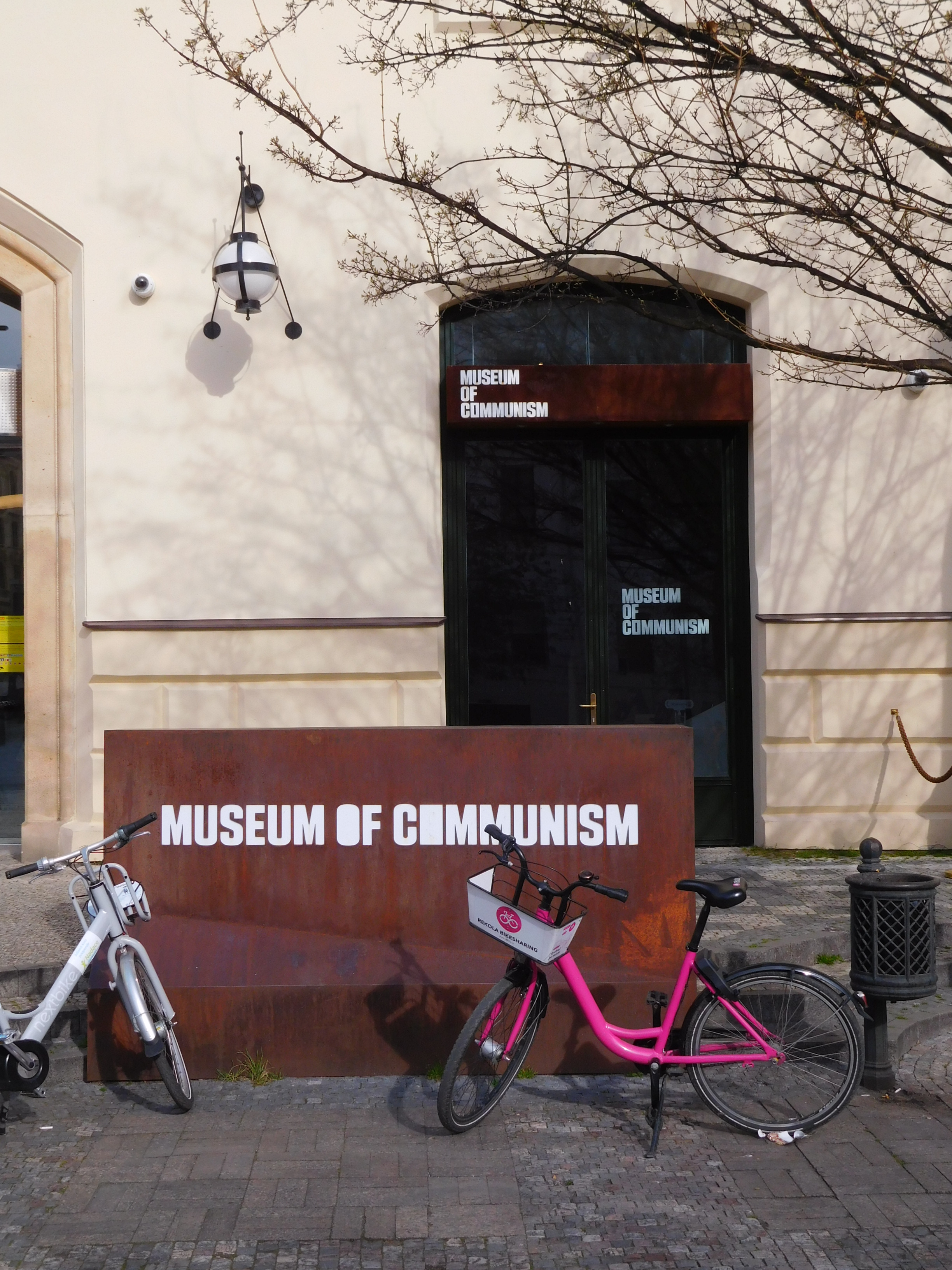
Vstup do muzea z Náměstí republiky (2022)

Muzeum komunismu v Praze je komerční muzeum založené roku 2001, provozované společností Legacy s.r.o. Muzeum sugestivně představuje různé sféry života v Československu za komunistické éry, tedy od únorového puče 1948 do sametové revoluce v roce 1989.

## Historie a vlastnictví
Muzeum založil Glenn Spicker, Američan usazený v Česku, který sám sebe označuje za levičáka, ale také za antikomunistu. Při zakládání muzea vyzval KSČM, která sídlí nedaleko, zda nechtějí do muzea něčím přispět, ale na nabídku nereagovali. Muzeum bylo od počátku zaměřeno především na zahraniční turisty.
Podle údaje z roku 2012 muzeum navštíví ročně 35 tisíc lidí.
Provozovatelem muzea je po celou dobu jeho existence společnost Legacy s.r.o., která byla zapsána do obchodního rejstříku 15. října 2001. Jednatelkou byla od jejího vzniku Jana Kappelerová, která je od roku 2010 psána pod jménem Jana Čepičková. V roce 2015 se stal souběžně druhým jednatelem Glenn Spicker, který je od roku 2019 zapsán jménem Glenn David Spicker. Každý z jednatelů může za společnost jednat samostatně.
Základní kapitál společnosti je po celou dobu 200 tisíc Kč. Původně společnost vlastnil z 65 % Glenn Spicker (od roku 2019 psaný Glenn David Spicker), z 25 % Sean Straus a z 10 % Jana Kappelerová. Jana Kappelerová (od roku 2010) si svůj 10% podíl udržela po celou dobu beze změny. V roce 2012 Glenn Spicker převedl 12% podíl na Seana Strause. Od Glenna Spickera v roce 2013 získal 43% podíl Aaron Jon Spicker, bytem v USA, v roce 2019 jej převedl zase zpět na Glenna. V roce 2016 převedl Glenn Spicker 9% podíl a Sean Straus 6% podíl na novou podílnici, kterou je Jaime Gianesella Mandelbaum. Mezi květnem 2016 a květnem 2019 tak původní majoritní vlastník Glenn Spicker držel pouhý 1% podíl. V roce 2020 tak společnost dle obchodního rejstříku vlastní ze 44 % Glenn David Spicker, ze 31 % Sean Christian Straus, z 15 % Jaime Gianesella Mandelbaum, bytem na stejné adrese jako Glenn David Spicker a z 10 % Jana Čepičková, bytem v Lysé nad Labem.
Glenn Spicker by rád jednou otevřel podobné muzeum na Kubě, až tamější režim padne.

## Sídlo
Od svého vzniku v roce 2001 sídlilo muzeum na adrese Na příkopě 852/10, tedy na novoměstské straně ulice Na příkopě (palác Sylva-Taroucca, dříve též Nostický, zvaný také palác Piccolomini nebo Savarin). Od 21. srpna 2017 bylo nově otevřeno ve Staré celnici na adrese V celnici 1031/4 u náměstí Republiky. V novém sídle muzeum zaujímá plochu 1500 m².

## Expozice
Tématem expozice jsou každodenní život, politika, historie, sport, ekonomika, vzdělání, umění (zejména socialistický realismus), mediální propaganda, Lidové milice, armáda, policie (včetně Státní bezpečnosti), cenzura, soudní instituce a procesy a politické pracovní tábory atd.
Ucelenějšími sugestivními instalacemi jsou například dílna úderníka, školní třída, dětský pokoj či výslechová policejní místnost, socha Lenina v životní velikosti s rudým praporem v ruce, šibenice z pankrácké věznice, sbírka sošek z různých skladů, škol a úřadů. Vystaveny jsou různé dobové plakáty a předměty denní potřeby a přes 60 informačních panelů, na nichž je množství fotografií z archivu ČTK, Archivu bezpečnostních složek, Svazu PTP a z archivů předních českých fotografů. Součástí expozice jsou i krátká videa.
Kurátory expozice ve Staré celnici jsou podle informace z roku 2017 Alexandr Koráb a fotografka Dana Kyndrová, která mimo jiné na počátku 90. let zdokumentovala odchod sovětských vojsk z Československa. Své snímky muzeu poskytli také Václav Chochola, Jiří Všetečka, Bohdan Holomíček nebo Miroslav Zajíc.
Kurátor Alexander Koráb v roce 2020 vysvětloval, že tvůrci chtěli pojmout představu socialismu tak, že ne všechno bylo špatné. Představy politiků a možná i veřejnosti o tom, že se dá žít lépe, uvádějí v sekci Sen. Sekce Noční můra představuje 50. léta, procesy a mocenské násilí. Třetí část, nazvaná Realita, představuje všední reálný život obyčejných obyvatel ČSSR. Expozice je stálá a textová část zůstává neměnná, jen se čas od času obměňují některé exponáty.

## Vstupné
V době otevření expozice ve Staré celnici v roce 2017 bylo plné vstupné pro dospělého 190 Kč, slevy pro studenty a seniory byly nevýrazné. V roce 2025 plné vstupné činí 380 Kč, slevy mají studenti, senioři na 65 let a rodiny, děti do 10 let v doprovodu dospělé osoby mají vstup zdarma. Natáčení a fotografování v expozicích je povoleno pouze pro nekomerční účely.

## Hodnocení
Předseda Mladých komunistů a člen Ústředního výboru KSČM Zdeněk Milata, kterého do muzea v roce 2001 pozval Radiožurnál Českého rozhlasu, muzeum zhodnotil slovy: „Je to na efekt, bez nějakých souvislostí, prostě byznys.“ Vyslovil připomínku, že v muzeu není žádná připomínka obětí, které zastřelili zahraniční agenti, ani pohraničníků, kteří zemřeli při obraně hranice.